# Carriquiri
Carriquiri es una ganadería española de reses bravas, fundada en 1850 por el empresario y aristócrata navarro Nazario Carriquiri, de donde toma el nombre la ganadería. Fue la primera ganadería que se lidió en los Sanfermines de Pamplona, y de aquí han tomado el nombre los premios que anualmente se otorgan al toro más bravo de la Feria del Toro de la capital navarra. Las reses pastan en la actualidad en las fincas “Vega de Hornillos” y “Valcuevo”, ambas situadas en el término municipal de Alconchel, en la provincia de Badajoz; está inscrita en la Unión de Criadores de Toros de Lidia.

## Historia de la ganadería
En 1850 Nazario Carriquiri compra la ganadería de Tadeo Guenduláin, asociado con su sobrino Juan de Dios Moso Irure, más tarde conde de Espoz y Mina, y desde 1883 el único propietario. En 1908 la ganadería es adquirida por el ganadero salmantino Bernabé Cobaleda Berrocal, reconocidos ganaderos de Coquillas, Galaches, Vega-Villar y Atanasios. Con el auge de Joselito el Gallo y Juan Belmonte, los toros navarros dejan de estar anunciados en corridas y en 1925 Bernabé adquiere reses del Conde de la Corte y elimina casi todo lo navarro.
Al morir Bernabé Cobaleda en 1929 la ganadería se la reparten sus hijos Natividad Cobaleda Sánchez, esposa de Atanasio Fernández, y Juan Cobaleda Sánchez, que se lleva el hierro de Carriquiri; en este momento, el ganado de Casta navarra es minoritario y será eliminado al poco tiempo. Después de varios pasos intermedios, la ganadería de Carriquiri es adquirida en 1998 por el empresario riojano Antonio Briones Díaz, que la forma con reses de los Hdros. de Carlos Núñez, a los que posteriormente añadió varias vacas y sementales de Manolo González y Alcurrucén.

### Toros célebres
- Ajito: indultado por Diego Urdiales durante una corrida campera celebrada en la finca de Carriquiri en enero de 2014.[10]
- Heredero: toro colorado de capa, de 540 kg de peso y herrado con el n.º 28, indultado por Sergio Aguilar en la localidad abulense de Sotillo de la Adrada el 6 de septiembre de 2008.[11][12][13]
- Llavero: indultado en Zaragoza el 14 de octubre de 1860. Tomó 53 puyazos y mató 14 caballos de picar; su cabeza se conserva en el club taurino de Pamplona.[14][15][16]
- Pocabarba: toro de 510 kg de peso, herrado con el n.º 38, indultado por Antonio Ferrera en la plaza madrileña de Collado Villalba el 25 de julio de 2003, en una corrida junto a Luis Francisco Esplá y Luis Miguel Encabo.[17]

## Características
La ganadería está formada por toros procedentes de Carlos Núñez. Atienden en sus características zootécnicas las que recoge como propias el Ministerio del Interior:
- Son ejemplares elipométricos, brevilíneos y con predominio de perfiles rectos y algunos subcóncavos. En general se trata de reses terciadas, bajas de agujas, finas de piel. El cuello es más bien largo, el morrillo está bien desarrollado. La línea dorso-lumbar puede ser ensillada, y tienen la grupa redondeada, con nacimiento de la cola ligeramente levantado y las extremidades son cortas.
- En la cabeza destacan las encornaduras finas desde la cepa y de bastante longitud, acapachadas con frecuencia, y con pitones destacados. A veces suelen insertarse en posiciones altas, presentando todo tipo de encornaduras en cuanto a su dirección, en que abundan los animales bizcos.
- Predominan las pintas negras, coloradas en toda su variedad, castañas y tostadas, dándose también cárdenas y ensabanadas. Ocasionalmente aparecen algunas sardas y salineras. Los accidentales más destacables que acompañan a dichos pelajes son el listón, el chorreado, el jirón, el salpicado, ojo de perdiz, bociblanco y lavado, siendo muy típicas las particularidades en forma de manchas blancas.